# Mayumi Kaji
Mayumi Kaji (加治 真弓 Kaji Mayumi?), född 28 juni 1964, är en japansk tidigare fotbollsspelare.
Mayumi Kaji debuterade för japans landslag den 6 september 1981 i en 0–4-förlust mot England. Hon spelade 48 landskamper för det japanska landslaget. Hon deltog bland annat i fotbolls-VM 1991.